# Condado de Story
El condado de Story (en inglés: Story County, Iowa), fundado en 1846, es uno de los 99 condados del estado estadounidense de Iowa. En el año 2000 tenía una población de 79 981 habitantes con una densidad poblacional de 54 personas por km². La sede del condado es Nevada.

## Geografía
Según la Oficina del Censo, el condado tiene un área total de 1486 km² (573,7 mi²), de la cual 1484 km² (573 mi²) es tierra y 2 km² (0,8 mi²) es agua.

### Condados adyacentes
- Condado de Hamilton noroeste
- Condado de Hardin noreste
- Condado de Marshall este
- Condado de Jasper sureste
- Condado de Polk sur
- Condado de Boone oeste

## Demografía

Condado de Story distribución de la población por edad y sexo, censo de 2000

En el 2000 la renta per cápita promedia del condado era de $40 442, y el ingreso promedio para una familia era de $55 472. El ingreso per cápita para el condado era de $19 949. En 2000 los hombres tenían un ingreso per cápita de $36 756 contra $26 941 para las mujeres. Alrededor del 14.10% de la población estaba bajo el umbral de pobreza nacional.
| 1900   | 1910   | 1920   | 1930   | 1940   | 1950   | 1960   | 1970   | 1980   | 1990   | 2000   | Est.2006 |
| ------ | ------ | ------ | ------ | ------ | ------ | ------ | ------ | ------ | ------ | ------ | -------- |
| 23 159 | 24 083 | 26 185 | 31 141 | 33 434 | 44 294 | 49 327 | 62 783 | 72 326 | 74 252 | 79 981 | 80 145   |

## Lugares

### Ciudades y pueblos
- Ames
- Cambridge
- Collins
- Colo
- Gilbert
- Huxley
- Kelley
- Maxwell
- McCallsburg
- Nevada
- Roland
- Sheldahl
- Slater
- Story City
- Zearing

### Principales carreteras
- Interestatal 35
- U.S. Highway 30
- U.S. Highway 65
- U.S. Highway 69
- Carretera de Iowa 210